# Rhopalosciadium
Rhopalosciadium es un género monotípico de planta herbácea perteneciente a la familia Apiaceae. Su única especie: Rhopalosciadium stereocalyx, es originaria de Irán.

## Taxonomía
Rhopalosciadium stereocalyx fue descrita por Karl Heinz Rechinger y publicado en Anz. Österr. Akad. Wiss., Math.-Naturwiss. Kl. 89: 240 1952.